# Porporano
Porporano è una frazione del comune di Parma, appartenente al quartiere Cittadella.
La località è situata 5,82 km a sud del centro della città.

## Geografia fisica
La frazione sorge in posizione pianeggiante sulla sponda destra del torrente Parma ed è attraversata da sud a nord dal canale Maggiore.

## Origini del nome
La località, nota in epoca medievale come Purpurano, secondo la tradizione deriverebbe il suo nome dalla presenza di un'antica tintoria di porpora.

## Storia
Le più antiche tracce della presenza umana nella zona di Porporano risalgono all'età del bronzo.
Il territorio risultava abitato anche in epoca romana.
Il borgo fu fondato in epoca altomedievale; la più antica testimonianza della sua esistenza risale all'860, quando Porporiano fu citata in un atto di vendita di alcune terre da parte dell'arciprete della cattedrale di Parma Rimperto a suo nipote Stefano, suddiacono.
La località fu menzionata anche in altri documenti del secolo seguente, tra cui un rogito del 918, una donazione del 919 e un atto di vendita del 924.
Nel 962 Purpuriano fu citata con altre località nell'atto, di dubbia autenticità, in cui l'imperatore del Sacro Romano Impero Ottone I di Sassonia riconobbe al vescovo di Parma Oberto l'autorità, oltre che sulla città, anche su 3 miglia di contado intorno a essa; il borgo fu nuovamente indicato come confine meridionale del territorio soggetto all'autorità vescovile di Parma nel 989, nell'atto di conferma da parte dell'imperatore Ottone III di Sassonia.
In quei secoli fu edificata la pieve romanica dedicata a san Pietro, menzionata per la prima volta nel 1005 nell'Ordo Archipresbiterorum Plebium voluto dal vescovo Sigifredo II.
La zona di Porporano rimase soggetta a lungo all'autorità vescovile di Parma e successivamente a quella comunale.
Nel 1403 i Rossi avviarono i lavori di costruzione di un castello in adiacenza alla torre della chiesa; la notizia giunse a Ottobuono de' Terzi, che l'anno successivo si impadronì con la forza delle torri dei Catellani, dei Guazzardi e dei Valeriani di Porporano, inutilmente difese anche dagli abitanti di Alberi. Nei mesi seguenti Porporano, Panocchia, Alberi, Felino, Vigatto, San Michele Tiorre, Tiorre, Mamiano, Lesignano e altre località rossiane subirono numerose incursioni e scorrerie da parte dei Terzi, che nel 1405 incaricarono Pietro da Vianino di attaccare e distruggere i manieri di Mamiano, Alberi e Porporano, considerati troppo vicini alla città.
Nel 1494 a sud del borgo, nella località che successivamente sarebbe diventata nota come Follo, fu edificata sul canale Maggiore la più antica cartiera di tutto il Parmense.
Per effetto dei decreti napoleonici, nel 1806 la località divenne frazione del nuovo comune (o mairie) di Marore, che fu sciolto nel 1870 e inglobato in quello di San Lazzaro Parmense, a sua volta assorbito da quello di Parma nel 1943.

## Monumenti e luoghi d'interesse

### Chiesa di San Pietro

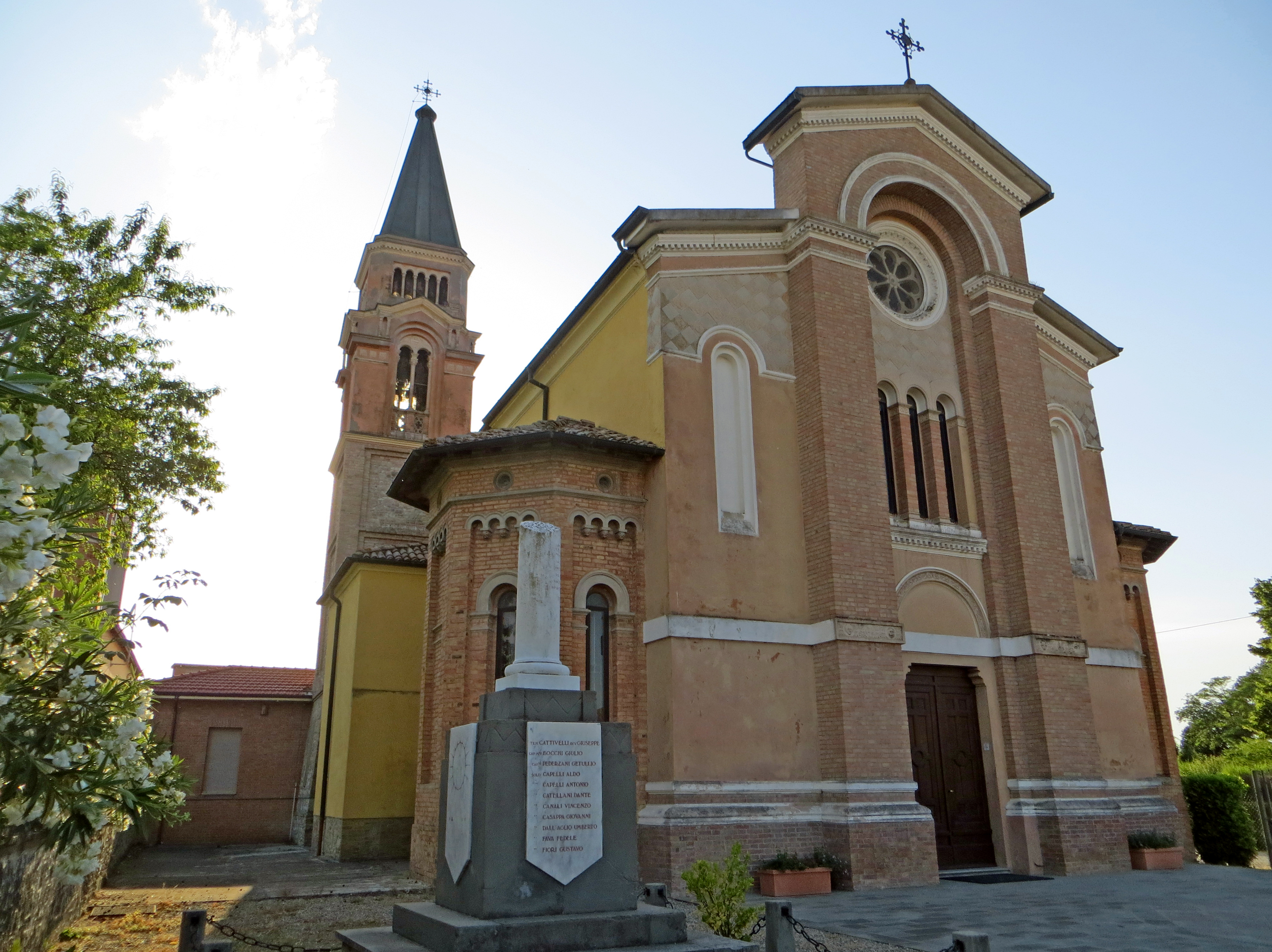
Chiesa di San Pietro

Menzionata per la prima volta nel 1005, la pieve romanica fu danneggiata nel 1405 dai Terzi durante l'attacco all'adiacente castello; modificata nel 1798, fu quasi completamente ricostruita in stile neobizantino nel 1914 su progetto dell'architetto Camillo Uccelli, che riedificò la facciata, il campanile e tre delle quattro cappelle laterali.

### Castello
Edificato dai Rossi nel 1403 in adiacenza alla chiesa di San Pietro, fu distrutto per volere dei Terzi nel 1405 e mai più ricostruito.

### Villa Simonetta

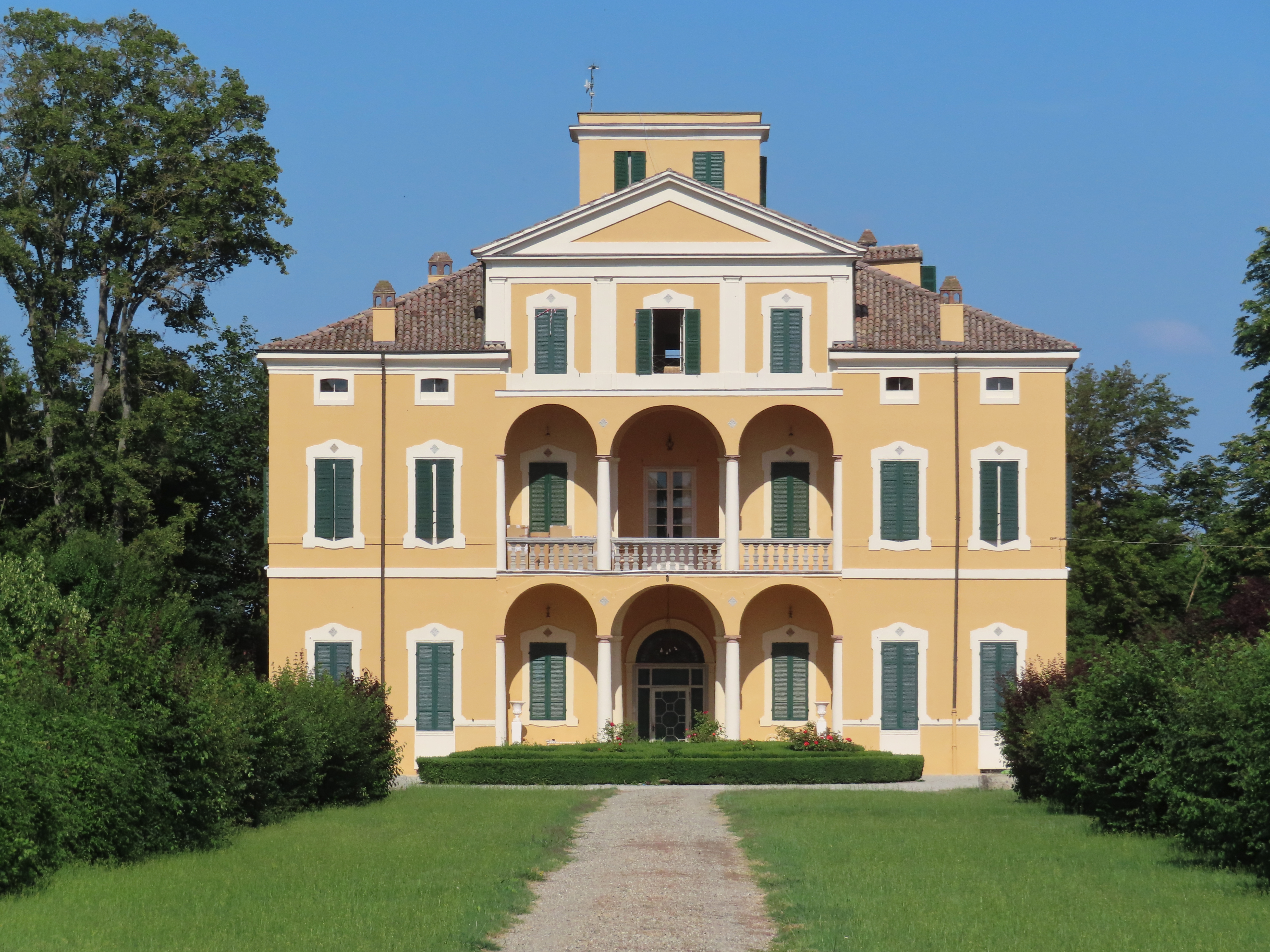
Villa Simonetta

Costruita originariamente nel XVII secolo forse dai conti Palmia-Picchi, la villa, ereditata dal conte Andrea Simonetta nel secolo successivo, fu per suo volere riedificata in stile neoclassico tra il 1775 e il 1783; modificata in sommità dopo il 1880, passò alla famiglia Sanvitale Simonetta nel 1915; acquistata nel 1923 dal conte Alfredo Del Bono, che la fece ristrutturare, fu trasmessa nel 1941 alla figlia Susanna Guglielmina, moglie del marchese Lorenzo Solari. L'edificio, noto anche come Villa Solari Del Bono e sviluppato su una pianta rettangolare, si eleva su due livelli principali fuori terra; la simmetrica facciata ovest è caratterizzata dal doppio loggiato centrale a tre arcate, sormontato da un'altana coronata da un frontone triangolare, e dalla torretta in sommità; all'interno il salone passante, lo scalone e le sale di rappresentanza sono decorati con affreschi sulle volte, con pannelli dipinti e con arredi antichi. Il grande parco, solcato da due viali rettilinei contrapposti, è delimitato a sud da una serie di edifici di servizio e dall'oratorio neogotico della Beata Vergine dei Sette Dolori, edificato tra il 1878 e il 1879 su progetto dall'architetto Pancrazio Soncini.

### Villa Bulloni Serra
Appartenuta agli inizi del XVIII secolo alla congregazione di Carità, la villa, con l'annessa tenuta, passò in seguito ad Alessandro Lottici; acquistata dal conte Luigi Colla, fu successivamente alienata alla nobildonna Teresa Levacher in Stocchi; acquisita agli inizi del XIX secolo da Emanuele Serra, fu ereditata dai figli Domenico e Lorenzo, indi nel 1892 dalla figlia di quest'ultimo, Carolina, moglie dello svizzero Bartolomeo Bulloni; ristrutturata e decorata nei primi anni del XX secolo, alla morte di Carolina nel 1922 passò al nipote Virgilio, che aggiunse al proprio il cognome della zia e nel 1948 trasmise la proprietà alla figlia Luisa Bulloni Serra, coniugata Savazzini. L'edificio, sviluppato su una pianta a C, si eleva su due livelli principali fuori terra, oltre al sottotetto; la simmetrica facciata presenta nel mezzo l'ampio portale d'ingresso, sormontato dal balcone del primo piano e affiancato da due finestre per parte; sui fianchi della piccola corte anteriore si ergono su tre livelli i due alti avancorpi; all'interno si accede all'atrio centrale, che si apre sulle sale laterali, tra cui un salotto dipinto con gli stemmi dei cantoni della Svizzera; il corridoio del primo piano conserva sulle pareti gli affreschi tardo ottocenteschi raffiguranti una serie di drappeggi.

### Villa Gandini
Costruita originariamente forse sui ruderi del castello quale semplice casa di abitazione, la struttura, unitamente alla tenuta circostante, passò nella prima metà del XVII secolo a Giovanni Battista Verugoli, indi ai figli Felice Maria, Giuseppe e Laura Gabriella e infine al nipote Ignazio, figlio del marchese Felice Maria; alla morte nella seconda metà del XVIII secolo dell'unica discendente Caterina, moglie del conte Scipione Ventura Cusani, la villa fu acquistata dalla famiglia Viarchi, che alcuni anni dopo la rivendette al nobile Pietro Stocchi; trasmessa a Giovanni Battista, agli inizi del XVIII secolo fu ristrutturata e decorata; ereditata dal figlio Giuseppe, passò in seguito ai nipoti Enrico, Ernesto, Giuseppe e Pietro, indi ai figli di quest'ultimo, che nel 1955 la alienarono ad Alessandro Gandini; trasmessa ai figli Francesco ed Ernesto, nel 1964 fu interamente restaurata e arricchita del portico. L'edificio, sviluppato su una pianta rettangolare, si eleva su due livelli principali fuori terra, oltre al sottotetto; il simmetrico prospetto est presenta un lungo porticato ad arcate a tutto sesto, coronato da una terrazza; intorno si sviluppa l'ampio parco, fino agli inizi del XX secolo attraversato da vialetti delimitati da siepi, che conducevano a una vasca circolare e a un piccolo lago; si conserva soltanto, all'estremità nord-est, l'antico belvedere a pianta circolare, originariamente collocato su una collinetta artificiale e dotato di una ghiacciaia al seminterrato.

### Esplicative
1. ↑  da Fulum a papiro, ossia "cartiera"

### Bibliografiche
1. 1 2   La Frazione di Porporano, su italia.indettaglio.it. URL consultato il 20 febbraio 2017.
2. ↑  [1]
3. 1 2  Zuccagni-Orlandini, p. 499.
4. 1 2 3 4 5 6  Dall'Aglio, pp. 766-767.
5. 1 2 3  Fallini, Calidoni, Rapetti, Ughetti, p. 51.
6. ↑  Archeologia medievale, p. 560.
7. ↑  Catarsi, Anghinetti, Bedini, p. 2.
8. ↑  Affò, p. 286.
9. ↑  Affò, pp. 240-241.
10. ↑  Pezzana, p. 45.
11. ↑  Pezzana, p. 62.
12. ↑  Pezzana, pp. 75-78.
13. ↑  Catarsi, Anghinetti, Bedini, p. 76.
14. ↑   Storia dei comuni, su elesh.it. URL consultato il 20 febbraio 2017.
15. ↑   Chiesa di San Pietro "Porporano, Parma", su Le chiese delle diocesi italiane, Conferenza Episcopale Italiana. URL consultato l'11 aprile 2017.
16. ↑  Pezzana, pp. 45, 77-78.
17. ↑  Gambara, pp. 118-121.
18. ↑  Dall'Aglio, p. 770.
19. ↑   Villa Simonetta, su goldengreen.mysupersite.it.spazioweb.it. URL consultato il 20 febbraio 2017 (archiviato dall'url originale il 21 ottobre 2016).
20. ↑  Gambara, pp. 133-134.
21. ↑  Gambara, pp. 134-137.